# Nuevo Hollywood

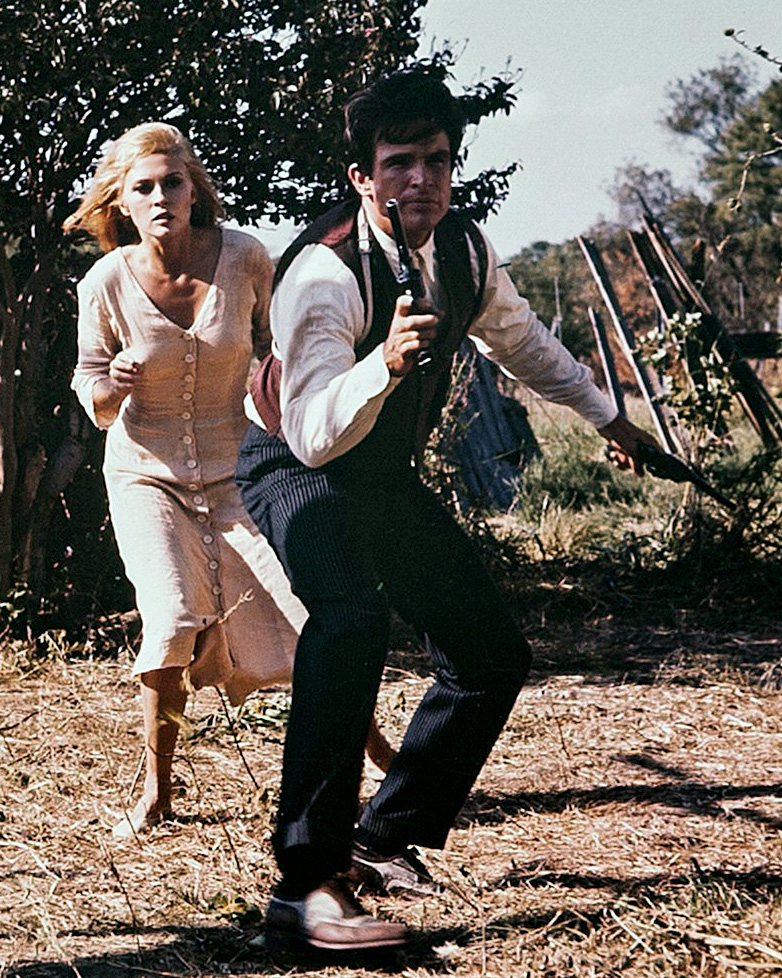
Fotograma de Warren Beatty y Faye Dunaway, protagonistas en la película Bonnie y Clyde (1967).

Nuevo Hollywood o Renacimiento de Hollywood (New Hollywood o Hollywood Renaissance en inglés) fue un período del cine estadounidense. Comenzó a desarrollarse desde mediados de los años 1960 y finalizó gradualmente desde la primera mitad de los años 1980, modernizando significativamente la producción de las películas en Hollywood. Este cine, inscrito en la contracultura e influenciado por el neorrealismo italiano, la Nouvelle vague francesa y la era dorada de Hollywood, se caracteriza por la potenciación del papel de los cineastas en detrimento de los productores de los grandes estudios y la representación de temas hasta entonces tabú, como la violencia o la sexualidad. El «Nuevo Hollywood» también renovó los géneros de cine clásico americano —wéstern, cine negro— o los «deconstruyó» liberándolos de sus convenciones.
El período relativamente corto del «Nuevo Hollywood» está considerado como una de las fases más importantes del cine desde el punto de vista artístico y reveló a muchos directores, como Brian De Palma, Francis Ford Coppola, George Lucas, Martin Scorsese o Steven Spielberg, que conformaron la denominada "Nueva ola estadounidense" o "Generación de los 70".

## El «Viejo Hollywood»

### La era dorada del cine
A menudo se designa a la época clásica del cine estadounidense anterior al «Nuevo Hollywood» como la «edad de oro», en referencia al cine producido por las majors desde 1927 hasta los años 1960, cuando las corrientes de renovación comenzaron a poblar la cinematografía de otras latitudes. Las películas limitadas por las estructuras de producción y los géneros cinematográficos heredados de la época del cine mudo, siendo conocido como el sistema de estudios de la «fábrica de sueños». Muchas películas de la época dorada se clasificaban de acuerdo con un género bien definido —comedia, wéstern, aventura, etc.— que incluía a sus estrellas claramente identificadas —como Cary Grant para la comedia, John Wayne para el western o Errol Flynn en las películas de aventura—. Durante décadas, los grandes estudios cinematográficos controlaron toda la cadena de producción, desde el guion hasta la distribución, incluido el montaje.
Este sistema de producción era rentable tanto comercial como artísticamente. A pesar de esta automatización en la elaboración de películas, directores de renombre como: Alfred Hitchcock, Billy Wilder, Frank Capra, Howard Hawks, John Ford y John Huston, crearon en él sus películas de referencia y fundaron nuevos estilos. En esa época, muchos de los mejores realizadores, guionistas, actores, directores de fotografía y compositores de todas las nacionalidades trabajaban en Hollywood, gracias especialmente a una cierta comodidad en el trabajo. La calidad técnica de las películas tenía un importante nivel.
Pero la fórmula del éxito estaba cambiando y, con el advenimiento de la televisión en los años 1950, Hollywood se sintió amenazado y respondió mediante la producción de epopeyas monumentales, como Los diez mandamientos (1956) o Ben-Hur (1959), e inventando y popularizando innovaciones técnicas como el cinemascope. Muchas de las películas del «Viejo Hollywood» se desarrollaban en un mundo idealizado y respondían a las exigencias de un público en busca de entretenimiento que no quería ser confrontado con la realidad social.

### El fin del cine clásico
A mediados de la década de 1960, la «fábrica de sueños» de Hollywood y las fórmulas que la había estandarizado alcanzaron un punto muerto. Las carreras de directores de renombre como Alfred Hitchcock, Billy Wilder o John Ford declinaban, y las estrellas de la «edad de oro» o habían muerto —como Clark Gable, Errol Flynn, Humphrey Bogart o Gary Cooper—, estaban retiradas —caso de Cary Grant— o habían envejecido notoriamente para interpretar a sus papeles habituales  —el caso de Henry Fonda, Ingrid Bergman, James Stewart o Katharine Hepburn—. Por otra parte, el público cinematográfico pasaba por un "recambio generacional" y los nuevos espectadores (nacidos tras la Segunda Guerra Mundial) preferían nuevos actores antes que a protagonistas muy mayores que resultaban poco realistas.
Los altos ejecutivos de los grandes estudios eran hombres ya muy mayores, como Jack Warner o Samuel Goldwyn, que ocupaban sus puestos desde hacía décadas (testigos de la transición del cine mudo al sonoro) y habían perdido contacto con la realidad social del momento, marcada por rápidos cambios y nuevos eventos de alto impacto en Estados Unidos, como el movimiento por los derechos civiles o la carrera espacial. Se producían más y más películas para un público que ya no existía: la mayor parte del público cinematográfico eran ahora los nacidos tras 1945, jóvenes con más instrucción académica que sus padres y con mayor poder adquisitivo (gracias al crecimiento económico de la década de 1950). Este gran segmento del público no mostraba el suficiente interés por copiar las fórmulas clásicas que habían gustado a sus padres o abuelos, pese a sentirse atraídos por las mismas. En un intento desesperado por recuperar audiencia, los estudios clásicos invertían inmensas sumas presupuestarias en: wésterns como The Man Who Shot Liberty Valance (1962), suspenses como The Manchurian Candidate (1962), épicas como La caída del Imperio romano (1964), comedias musicales como Thoroughly Modern Millie (1967), ciencia ficción como 2001: A Space Odyssey (1968) o bélicas como Tora! Tora! Tora! (1970), que eran cada vez más costosas de producir pero sin poder asegurar ganancias sostenibles en el tiempo. Inclusive las comedias ligeras más rentables eran las influenciadas por modas juveniles, como el rock and roll.
Para colmo, las restricciones del código Hays (en vigor desde 1934) dificultaban el trabajo de realizadores y directores, en tanto les impedía abordar libremente cualquier temática considerada "inmoral" por el Código (adulterios, delitos, conflictos familiares o alcoholismo) e imponía reglas severas para mostrar escenas de violencia o sexualidad, limitando así el impacto cinematográfico de dramas o comedias. Tales restricciones no se aplicaban a filmes extranjeros, como los de la Nouvelle vague francesa, el neorrealismo italiano o las obras del sueco Ingmar Bergman, que se ganaban el favor del público estadounidense sin someterse a las restricciones del código Hays, ya que dificultaba a cineastas de EE. UU. competir con las temáticas extranjeras populares entre la audiencia.

## El «Nuevo Hollywood»

### Los primeros éxitos
El vacío artístico visible en el Hollywood de mediados de los años años 1960 permitió a cineastas jóvenes instaurar una nueva forma de hacer cine, especialmente desde los estrenos de Dr. Strangelove (1964), Mickey One (1965) y Who's Afraid of Virginia Woolf? (1966). En 1967, Arthur Penn realizó con Bonnie y Clyde una película de gánsteres cuya posición escéptica anti-establishment, rompiendo tabúes de Hollywood, sin ocultar la violencia de la trama, con autoridades oficiales (instituciones y políticos) mostrados como corruptos o abusivos, y con un estilo de narración lírico y moderno, lo cual conectó con el espíritu de su tiempo. El mismo año, Mike Nichols ganó gran aceptación del público con su película El graduado, en la que Dustin Hoffman, actor revelación para el público y los críticos con esta película, componía un personaje de gran riqueza dramática pero a la vez rebelde contra el mundo aburrido, rancio y «pequeño burgués» de la generación de sus padres.
El primer gran éxito que registró el «Nuevo Hollywood» fue la road movie Easy Rider (1969) de Dennis Hopper, que narraba el viaje de unos hippies, interpretados por Dennis Hopper, Jack Nicholson y Peter Fonda, en el corazón de los Estados Unidos profundos. Easy Rider, que había costado apenas 400 000 dólares, fue recibida con entusiasmo por la «generación Woodstock» y tuvo un enorme éxito comercial en todo el mundo, recaudando aproximadamente 60 millones de dólares, mostrando que la industria cinematográfica estadounidense debía innovar sus bases para mantener su éxito.

### Wéstern
El experimentado director de Hollywood Sam Peckinpah filmó algunos wésterns de tercera generación o crepusculares inimitables, poéticos y pesimistas, como The Wild Bunch (1969) y Pat Garrett y Billy the Kid (1973). Peckinpah mostraba su simpatía por los fuera de la ley fracasados —a la manera de los entrañables bandidos de Butch Cassidy and the Sundance Kid de George Roy Hill (1969)— ante un Estado todopoderoso que los abatirá sin piedad. En Pequeño Gran Hombre (1969), «antiwéstern» satírico y divertido, Dustin Hoffman encarna a un antihéroe amigable en medio de las guerras con los indios. Los indios de la película contrastaban con la representación del héroe nacional estadounidense George Armstrong Custer.
En McCabe & Mrs. Miller (1971), Robert Altman se libera de todas las reglas del género y traza el retrato de un aventurero desencantado en una cenagosa ciudad del Oeste. En The Missouri breaks de Arthur Penn (1975), Marlon Brando interpreta a un extraño asesino parodiando a los bandidos tradicionales del wéstern. Robert Redford interpreta para Sydney Pollack a un joven trampero que descubre la belleza y la crudeza de las Montañas Rocosas en Las aventuras de Jeremiah Johnson (1971).

### Comedia
A finales de los años 1960, el humorista teatral Woody Allen comenzó a representar las neurosis —a menudo sexuales— de un ciudadano moderno que culminó en comedias originales, como Annie Hall (1977) o Manhattan (1979), con la ayuda de la innovadora fotografía de Gordon Willis. Con sus gafas y su frágil figura, Allen, protagonista de la mayoría de sus películas, era la figura emblemática del antihéroe de esta era. Woody Allen ha sido guionista, director y actor de sus creaciones. Esta libertad era posible en el seno de la United Artists, que produjo sus películas en los años 1970 y que obtuvo algunos beneficios tanto en términos culturales y de popularidad como económicos.
Mel Brooks creó una serie de películas paródicas como Young Frankenstein (1974) o Silent Movie (1976), en las que se burlaba del Hollywood clásico de forma irrespetuosa pero sin animosidad.

### Terror
Con La noche de los muertos vivientes (1968), rodada sin grandes medios, George A. Romero sentó las bases del cine de terror moderno, donde la amenaza de zombis mutantes sobre la gente de la ciudad simboliza una sociedad esclerotizada por el consumismo. También en difíciles circunstancias financieras, John Carpenter rodó una serie de thrillers críticos, iniciada con Asalto a la comisaría del distrito 13 (1976) caracterizada por su ambiente sombrío y pesimista. En The Texas Chain Saw Massacre (1974) de Tobe Hooper, unos apacibles jóvenes de provincias son brutalmente asesinados por unos granjeros desequilibrados. Rosemary's Baby (1968), El exorcista (1973), La profecía (1976) y Poltergeist (1982) ponen en escena a "niños-demonio" poseídos por el Mal. Estas películas se pueden interpretar como alegorías sobre el conflicto generacional de la época.

### Ciencia ficción
A excepción de las trilogías originales de Star Wars (1977-1983) y Star Trek (1979-1984), las películas de ciencia ficción del Nuevo Hollywood se distinguen por su clima pesimista y crítico con la civilización y su futuro, especialmente desde el estreno de La naranja mecánica (1971). En El planeta de los simios (1968) y The Omega Man (1971), Charlton Heston se aventura en mundos postapocalípticos opresivos. En Cuando el destino nos alcance (1973), también con Charlton Heston, muestra la fase terminal de la civilización bajo la influencia de la niebla, la contaminación y una nueva forma sofisticada de canibalismo. En Silent running (1972) de Douglas Trumbull, los últimos bosques de la Tierra se mantienen en una nave espacial invernadero. En La amenaza de Andrómeda (1971) de Robert Wise, unos microorganismos extraterrestres atacan un sofisticado laboratorio secreto. En The Crazies (1973), de Romero, unas substancias químicas militares hacen mutar en asesinos a pacíficos campesinos.
John Carpenter describe en Dark Star (1974) las aventuras absurdas de la tripulación de una nave cuya misión es aniquilar «planetas inestables». En THX 1138 (1971) de George Lucas, las víctimas de una dictadura aseptizada se rebelan contra su verdugo. En Sucesos en la IV fase (1974) de Saul Bass cuenta la historia de un equipo de científicos en una lucha inútil contra una sociedad de hormigas de inteligencia superior. Finalmente, las películas Alien: el octavo pasajero (1979) y Blade Runner (1982) de Ridley Scott, revolucionaron la estética de la ciencia ficción, representandola a través de una atmósfera decadente y terrorífica.

### Musicales
La música popular de los años 1960 y 1970 es ampliamente utilizada como banda sonora en las películas del «Nuevo Hollywood». Paralelamente, se producen películas musicales como Head (1968), donde Bob Rafelson cuenta, con guion de Jack Nicholson, las aventuras emocionantes y psicodélicas del grupo de pop-rock The Monkees, inspiradas en la película sobre The Beatles de Richard Lester. Bob Fosse, célebre coreógrafo de comedias musicales, obtiene ocho premios Óscar con Cabaret (1972). El documentalista D. A. Pennebaker filmó una gira de Bob Dylan en Dont Look Back (1967) y el festival Monterey Pop (1968). La película de Michael Wadleigh sobre Woodstock está considerada el documento testimonial de la generación «flower power». En The Last Waltz (1978), Martin Scorsese filmó el concierto de despedida del grupo The Band. Otros musicales destacados fueron Funny Girl (1968), Pete's Dragon (1977) y Grease (1978).

## Cine de autor
En la mayor parte de las películas del «Nuevo Hollywood», el director desempeña un papel central en su elaboración. Sigue siendo el responsable de la historia y del punto de vista artístico de la película, y dispone del «final cut», es decir, que decide hasta el final el montaje de su película. En las anteriores producciones de Hollywood, solo los productores o ejecutivos de los estudios tenían ese poder de decisión final.
La mayoría de los realizadores del «Nuevo Hollywood» se reconocían en la tradición europea del cine de autor, donde el director también está implicado en el guion, la producción y el montaje. Muchas de las innovaciones del «Nuevo Hollywood», estilísticas o de guion, eran continuadoras de las de la «Nouvelle Vague» francesa o del neorrealismo italiano.
Estos cineastas, muy cinéfilos, estaban entusiasmados con la calidad del cine europeo y admiraban a realizadores como François Truffaut, Jean-Luc Godard, Jean Renoir, Ingmar Bergman, Federico Fellini, Luchino Visconti y Michelangelo Antonioni. Mantuvieron una distancia con las producciones comerciales de Hollywood y querían conservar una visión personal, rodando películas profundamente sutiles y artísticas.

## Nuevos temas, nuevas técnicas, nuevas estrellas

### Temas
Las películas del «Nuevo Hollywood» se ocupan de temas sociales y a menudo evocan los movimientos de protesta de la época que se rebelan contra las rígidas estructuras sociales y la guerra de Vietnam, y preconizan la liberalización de la sociedad.
Las historias del Nuevo Hollywood no tienen lugar en un mundo idílico y hermético, sino que dan paso a una visión realista de los individuos y sus problemas. No se convierte en héroes a los protagonistas, sino que se indaga y se analizan sus acciones y motivaciones. Muchos de ellos se enfrentan a la realidad sin encontrar soluciones, o terminan en fracaso, a menudo fatal, como mártires de un «sistema» que los ha vencido moralmente. En este contexto se rescata al antihéroe como protagonista, al individuo con defectos y virtudes abiertamente mostrados y con quienes la audiencia puede identificarse sin problemas, lejos del estereotipo idealizado. Esta promoción del antihéroe aparece en filmes notables de la época como Luna de papel o Midnight Cowboy.
Los representantes de la autoridad —el Estado o la familia— pueden mostrarse como perfectos villanos de la trama: sea como individuos corruptos, psicópatas, o conspiradores. Los personajes poderosos, con gran influencia por su poder o riqueza, se pueden presentar ahora en grave bancarrota moral en cintas como Tarde de perros o Chinatown, pues tras la apariencia de decoro pueden amenazar al ciudadano medio inerme. El «nuevo Hollywood» refleja el estado de inseguridad y la paranoia de la era de Vietnam y del Watergate.
Las bandas sonoras de las películas a menudo incorporan grupos de música que simbolizan esas aspiraciones de descontento y rebeldía, como Bob Dylan, Cat Stevens, Simon y Garfunkel, The Doors, Steppenwolf y los Rolling Stones.

### Técnicas y estética
En cuanto a la técnica, innovaciones tales como cámaras mucho más ligeras hicieron posibles nuevos estilos de narración. Al igual que los de la Nouvelle Vague, los cineastas pudieron abandonar los platós para rodar en exteriores, a veces con un estilo casi documental, sin iluminación adicional. La estética típica de estas películas se puede definir como de «documentales puestos en escena» o «documentales dirigidos» (Perdidos en la noche, The French Connection y Mean Streets). Este enfoque realista, que pretende ofrecer una perspectiva objetiva del mundo, se combinaba a menudo, paradójicamente, con un estilo expresionista, cuya postura estilística tomaba como bandera la subjetividad de la mirada. Los adelantados de estos cineastas realistas fueron los directores de documentales Richard Leacock, D. A. Pennebaker y Albert y David Maysles.

### Actores
Los papeles del Nuevo Hollywood no estaban destinados, en general, a las estrellas ya consagradas de Hollywood, muchas de cuyas carreras estaban en declive a finales de los años 1960. Fueron reemplazados por intérpretes alejados de los cánones físicos del género, sin auténtico glamour, pero con un talento que fue rápidamente apreciado, con la intención de instaurar un nuevo realismo en la interpretación de los personajes. Así comenzaron sus carreras Gene Hackman, Robert Duvall, Martin Sheen, John Cazale, Gene Wilder, Richard Dreyfuss, Donald Sutherland, Elliott Gould o Bruce Dern. Muchos de estos actores procedían del teatro «off-Broadway» y no habrían podido aspirar más que a papeles secundarios en el antiguo sistema de Hollywood.
Jack Nicholson, Robert De Niro, Dustin Hoffman y Al Pacino son los principales actores de esa época. Gracias a su compromiso intenso y a su composición de los personajes alcanzaron un estatus de «superestrella» de Hollywood que duraría décadas.
Warren Beatty y Robert Redford también se convirtieron en estrellas del «Nuevo Hollywood». A pesar de su apariencia más conforme con el estereotipo de actor-estrella, aportaron a sus interpretaciones un escepticismo y una melancolía opuestas al tradicional glamour. Además, asumieron las funciones de directores y productores. Jon Voight y Ryan O'Neal, destacados también por su físico, interpretaron importantes papeles del «Nuevo Hollywood». Actores ya famosos como Paul Newman, Burt Reynolds, Steve McQueen y Burt Lancaster trabajaron con los principales directores de ese movimiento. El legendario Marlon Brando, después de un bache en su carrera, revivió gracias a Francis Ford Coppola y sus papeles en El padrino y Apocalypse Now.
Los temas «masculinos» del «Nuevo Hollywood» dejaban poco sitio a las actrices para los principales papeles. Entre las actrices que surgieron del movimiento se cuentan Faye Dunaway, Jane Fonda, Barbra Streisand, Diane Keaton, Jill Clayburgh, Ellen Burstyn y Karen Black, muchas de las cuales también alejadas de los cánones clásicos de belleza que se estilaban en el antiguo Hollywood.

## La culminación

### Friedkin, Bogdanovich y Polanski
El «Nuevo Hollywood» alcanzó su cima artística y comercial a principios de los años 70. Realizadores que hasta ese momento solo habían rodado películas de bajo presupuesto consiguieron un considerable éxito popular mundial.
William Friedkin inició en 1971 con The French Connection el prototipo de cine policiaco moderno y con Gene Hackman compuso su personaje de investigador de estupefacientes fanático y con un racismo latente. Friedkin reincidió dos años más tarde con El exorcista, película de terror con un convincente punto de vista artístico, que se convirtió en un fenómeno mundial.
El muy cinéfilo Peter Bogdanovich consiguió el éxito con sus primeras películas, la melancólica La última película (1971) y la atrevida comedia What's Up, Doc? (1972). El polaco Roman Polanski vivía desde hacía varios años en Hollywood y sorprendió a la crítica y al público con la trama coral de Chinatown (1974), brillante puesta en escena en la que Jack Nicholson interpreta a un detective privado al que el personaje del propio Polanski le raja la nariz con una navaja.

### Francis Ford Coppola
El americano de origen italiano Francis Ford Coppola obtuvo un éxito aun mayor. Fascinó a público y crítica con la epopeya mafiosa de los «Padrinos». El padrino (1972) muestra a Marlon Brando en el papel, luego parodiado a menudo, de barroco jefe de la mafia cuyo concepto del honor no es compartido por sus sucesores y competidores sin escrúpulos. Con su secuela El padrino II (1974) y la fascinante epopeya sobre Vietnam Apocalypse Now (1979), Coppola se impuso como uno de los cineastas más importantes de la década de 1970. Es uno de los pocos realizadores que han ganado dos veces la Palma de Oro (Apocalypse Now y La conversación).
Las películas de Coppola, Friedkin y Bogdanovich tienen en común haber transformado el «toque radical» del Nuevo Hollywood en un estilo más atemperado, más destinado a las masas, poco antes del declive del movimiento, sustituido por la era de las superproducciones.

## El crepúsculo

### Comienza la renovación
A mediados de la década de 1970, el éxito de los realizadores ya clásicos del «Nuevo Hollywood» como Mike Nichols, Robert Altman y Arthur Penn disminuyó. Otros, como George Roy Hill, Sydney Pollack, Milos Forman y Alan J. Pakula acometieron con un estilo innovador en películas comerciales de éxito como El golpe (1973), One Flew Over the Cuckoo's Nest (1975) o Todos los hombres del presidente (1976), combinando la tradición del «Nuevo Hollywood» con una puesta en escena comercialmente más adaptada, y coincidiendo con el exitoso estreno de Superman: la película (1978).

### Martin Scorsese
El director Martin Scorsese, también italoestadounidense, surgido, como muchos otros, de la escuela del productor de películas de serie B Roger Corman, quien había construido un sistema eficaz y lucrativo al margen de Hollywood. Las futuras estrellas de la realización practicaban la puesta en escena, y actores como Jack Nicholson, Robert De Niro, Sylvester Stallone o Bruce Dern consiguieron en ella sus primeros papeles. 
Scorsese convenció en primer lugar en 1973 con Mean Streets, un retrato realista sobre los mafiosos de las calles neoyorquinas. En 1976 se estrenó Taxi Driver, Palma de Oro convertida en un clásico de la historia del cine. En ella, Robert De Niro se reveló en el papel de un veterano de Vietnam desquiciado que inicia una campaña de venganza en las calles de Nueva York.
Ya fuera de este periodo Scorsese consiguió uno de sus mayores logros cinematográficos, la angustiosa Toro salvaje (1980), en la que la interpretación de De Niro marcó un hito se convirtió en un nuevo clásico.

### Lucas, Spielberg y las primeras superproducciones
El fin del «Nuevo Hollywood» corre en paralelo con la aparición de los realizadores George Lucas y Steven Spielberg, procedentes de la misma generación. El exdirector de telefilms Spielberg, que llamó la atención con su thriller para televisión Duel (1971), emprendió sin mucho éxito comercial su carrera cinematográfica con The Sugarland Express (1974), una variante de Bonnie y Clyde, para alcanzar el estrellato con Tiburón (1975), enorme éxito con el apoyo de un marketing eficaz, siendo el precursor de las superproducciones de verano. Con su película sobre los ovnis, optimista y visualmente espectacular, Close Encounters of the Third Kind (1977) Spielberg realizó un contrapeso a las visiones apocalípticas de la ciencia ficción tradicional.
George Lucas superaba en ese momento los éxitos de Spielberg. Firmó un primer gran éxito en 1973 con la nostálgica American Graffiti. En 1977, su ópera espacial Star Wars batió todos los récords y estableció en cierto modo un nuevo tipo de entretenimiento en la cultura popular. Star Wars, cuya trama puede compararse con un cuento de fantasía, preconiza la estructura formal de los llamados blockbuster: personajes bien identificados, victoria de los «buenos» sobre los «malos», historia con final feliz, en oposición a otras temáticas del «Nuevo Hollywood». La abundancia de efectos especiales y la híper distribución internacional completarán esta «fórmula del éxito», recuperada más tarde por Hollywood.
La aparición de Spielberg y Lucas, que inventaron los blockbuster «positivos» selló el final del «Nuevo Hollywood», escéptico y crítico. Tras el final de la guerra de Vietnam y la caída de Richard Nixon, el público de masas quería ver de nuevo películas ligeras con happy end o final feliz, en lugar del cuestionamiento constante de los comportamientos sociales. Como al mismo tiempo los realizadores del «Nuevo Hollywood» se encontraban en declive o fracasaban debido a su megalomanía, de repente ya no había sitio para su visión cinematográfica. A finales de los años 1970, producciones anti-stablishment de gran presupuesto como 1941 de Steven Spielberg (1979), La puerta del cielo de Michael Cimino (1980) o The Blues Brothers de John Landis (1980) fueron rotundos fracasos comerciales. Los estudios se reorientaron de una manera radical hacia las películas de formato, mucho más lucrativas. Los productores aprovecharon para recuperar el control que habían perdido en favor de los realizadores del «Nuevo Hollywood».

### Las tres C
Wes Craven, David Cronenberg y John Carpenter, destacados directores en el género de terror, forman un cañón de cineastas surgido en los años 1970 conocidos, en conjunto, como "las tres C's". Los tres directores tienen sus inicios durante los años 1970, en la plenitud del "Nuevo Hollywood", donde aprendiendieron las nuevas propuestas que se estaban adoptando, para poder mezclarlas con un estilo más atractivo y comercial.
David Cronenberg, con su estilo basado en el temor de la carne y John Carpenter, con la trilogía original Halloween (1978-1982), comenzaron a brillar ya pasado, estrictamente, el "Nuevo Hollywood". Solo Wes Craven cosechó cierto éxito durante la cumbre de este período con el clásico The Last House on the Left (1972), siguiendo posteriormente con The Hills Have Eyes (1977) y en la década de 1980 con la cuatrilogía super taquillera A Nightmare on Elm Street (1984-1988).

### Los años 1980
Bajo la era de Reagan, el cine se orientó hacia éxitos patrióticos y optimistas, como Rambo II (1985), Rocky IV (1985) o Top Gun (1986). Spielberg y Lucas consolidaron sus posiciones como directores y productores de trilogías muy lucrativas, con Star Wars (1977-1983), Indiana Jones (1981-1989) y Back to the Future (1985-1990). Producciones más suaves, abundantes en efectos especiales y decididamente orientadas hacia el público general. De hecho, varias películas de acción y drama, como The Terminator (1984), Los cazafantasmas (1984), Young Sherlock Holmes (1985), Aliens (1986), ¿Quién engañó a Roger Rabbit? (1988), Field of Dreams (1989), Batman (1989) o When Harry Met Sally... (1989), se convirtieron en éxitos mundiales y fundaron nuevos subgéneros. Además, la superficialidad de los spots publicitarios y de los videoclips fue adaptada con éxito a la gran pantalla, como Flashdance (1983) y Nueve semanas y media (1986). Muchas de estas producciones fueron consideradas como parte de las últimas películas notables del Nuevo Hollywood tardío.
Los cineastas importantes del Nuevo Hollywood como Coppola, Nichols o Penn se instalaron durante este tiempo en una rutina de películas de encargo. Las carreras de Altman, Ashby, Bogdanovich y Friedkin se estancaron. Aunque Scorsese fue quizá el único que siguió trabajando con éxito en proyectos personales de calidad, como Toro salvaje (1980) o La última tentación de Cristo (1988). Por lo que el Nuevo Hollywood terminó definitivamente en los años 1980. Si bien cineastas como Altman, Cameron, Eastwood, Lucas, Scorsese, Scott y Spielberg se renovaron con grandes éxitos de crítica en los años 1990, como Goodfellas (1990), Terminator 2: el juicio final (1991), Short Cuts (1993), Parque Jurásico (1993), Los puentes de Madison (1995), Titanic (1997), Saving Private Ryan (1998), la segunda trilogía cinematográfica de Star Wars (1999-2005) o Gladiator (2000), la mayoría de las películas que se realizaron entre las décadas de 1980 y 2010 se comercializaron con el principal objetivo de promocionar los blockbusters de gran presupuesto.

## Películas emblemáticas del «nuevo Hollywood»
Algunos ejemplos del Nuevo Hollywood son:
- 1967: El graduado de Mike Nichols, Bonnie y Clyde de Arthur Penn.
- 1968: La noche de los muertos vivientes de George A. Romero.
- 1969: Easy Rider de Dennis Hopper, The Wild Bunch de Sam Peckinpah, Midnight Cowboy de John Schlesinger.
- 1970: MASH de Robert Altman.
- 1971: La última película de Peter Bogdanovich, The French Connection de William Friedkin, La naranja mecánica de Stanley Kubrick.
- 1972: El padrino de Francis Ford Coppola.
- 1973: American Graffiti de George Lucas, Malas tierras de Terrence Malick, El exorcista de William Friedkin.
- 1974: Chinatown de Roman Polanski, El padrino II de Francis Ford Coppola.
- 1975: One Flew Over the Cuckoo's Nest de Milos Forman, Tiburón de Steven Spielberg.
- 1976: Taxi Driver de Martin Scorsese.
- 1977: Annie Hall de Woody Allen.
- 1978: Halloween de John Carpenter, The Deer Hunter de Michael Cimino.
- 1979: Apocalypse Now de Francis Ford Coppola, Manhattan de Woody Allen.
- 1980: Toro salvaje de Martin Scorsese, La puerta del cielo de Michael Cimino.
- 1981: El resplandor de Stanley Kubrick.
- 1982: E.T., el extraterrestre de Steven Spielberg, Tron de Steven Lisberger.
- 1983: Scarface de Brian De Palma.

## Figuras del «nuevo Hollywood»

### Guionistas y directores
| - Woody Allen - Robert Altman - Hal Ashby - Carroll Ballard - Peter Bogdanovich - Francis Ford Coppola - Michael Cimino - John Boorman - Brian De Palma - Miloš Forman - William Friedkin - Monte Hellman - George Roy Hill - Dennis Hopper - Norman Jewison - Philip Kaufman | - Stanley Kubrick - George Lucas - Sidney Lumet - Terrence Malick - Paul Mazursky - John Milius - Mike Nichols - Alan J. Pakula - Sam Peckinpah - Roman Polanski - Arthur Penn - Sydney Pollack - Bob Rafelson - John Schlesinger - Paul Schrader - Martin Scorsese - Steven Spielberg - Robert Towne |

### Directores de fotografía, montadores y diseñadores de producción
| - Dede Allen - Bill Butler - Caleb Deschanel - Verna Fields - Conrad Hall - László Kovács - Marcia Lucas - Walter Murch | - Polly Platt - Thelma Schoonmaker - Paul Sylbert - Richard Sylbert - Dean Tavoularis - Haskell Wexler - Gordon Willis - Vilmos Zsigmond |

### Productores
| - Stephen Blauner - Charlie Bluhdorn - Robert Chartoff - Roger Corman - Robert Evans - Irwin Winkler - Julia Phillips - Michael Phillips - Fred Roos - Bert Schneider - Saul Zaentz - Richard D. Zanuck |

### Actores
| - Brooke Adams - Jane Alexander - Woody Allen - Anne Bancroft - Warren Beatty - Karen Black - Sam Bottoms - Timothy Bottoms - Peter Boyle - Jeff Bridges - James Brolin - Geneviève Bujold - Ellen Burstyn - James Caan - Dyan Cannon - Keith Carradine - John Cazale - Julie Christie - Jill Clayburgh - James Coburn - Bud Cort - Robert De Niro - Bruce Dern - Faye Dunaway - Robert Duvall - Shelley Duvall - Clint Eastwood - Mia Farrow - Jane Fonda - Peter Fonda - Richard Gere - Jeff Goldblum - Elliott Gould - Gene Hackman - Goldie Hawn - Dustin Hoffman - Dennis Hopper - Sally Kellerman - Glenda Jackson | - Madeline Kahn - Diane Keaton - Harvey Keitel - Margot Kidder - Kris Kristofferson - Diane Ladd - Jack Lemmon - Steve McQueen - Ali MacGraw - Shirley MacLaine - Marsha Mason - Walter Matthau - Paul Newman - Jack Nicholson - Ryan O'Neal - Warren Oates - Al Pacino - Randy Quaid - Robert Redford - Vanessa Redgrave - Burt Reynolds - Katharine Ross - Jennifer Salt - Roy Scheider - George Segal - Martin Sheen - Sam Shepard - Cybill Shepherd - Talia Shire - Tom Skerritt - Sissy Spacek - Sylvester Stallone - Meryl Streep - Barbra Streisand - Donald Sutherland - John Travolta - Jon Voight - Christopher Walken - Gene Wilder - Javier Moreno |

## Otros protagonistas
- Productores: Bert Schneider (Easy Rider, Mi vida es mi vida, La última película), Robert Evans (El padrino, Chinatown, Marathon Man), Roger Corman.
- Guionistas: William Goldman (Butch Cassidy and the Sundance Kid, Todos los hombres del presidente, Marathon Man), Robert Towne (Bonnie y Clyde, El último deber, Chinatown), Rudy Wurlitzer (Carretera asfaltada en dos direcciones, Pat Garrett y Billy the Kid), Buck Henry (El graduado, Trampa 22, What's Up, Doc?), Mario Puzo (El padrino, El padrino II), John Milius (Las aventuras de Jeremiah Johnson, Tiburón, Apocalypse Now), Robert Benton (Bonnie y Clyde, What's Up, Doc?), Paul Schrader (Taxi Driver, Fascinación, Toro salvaje).
- Directores de fotografía: Vilmos Zsigmond (McCabe & Mrs. Miller, Deliverance, The Sugarland Express), László Kovács (Easy Rider, Mi vida es mi vida, Shampoo), Conrad Hall (Butch Cassidy and the Sundance Kid, Marathon Man), Gordon Willis (Klute, El padrino, The Parallax View, Todos los hombres del presidente).
- Montadores: Marcia Lucas (American Graffiti, Alicia ya no vive aquí, Star Wars), Verna Fields (What's Up, Doc?, Luna de papel, Tiburón), Owen Roizman (The French Connection, El exorcista, Three Days of the Condor), Thelma Schoonmaker (Woodstock, Toro salvaje), Sam O'Steen (El graduado, Trampa 22, Chinatown), Walter Murch (La conversación, El padrino y El padrino II, Apocalypse Now).
- Pauline Kael, una de las críticas americanas más influyentes, apoyó al «nuevo Hollywood» a través de sus artículos y entrevistas y mantuvo relaciones de amistad con algunos de sus protagonistas.

## Legado
Las producciones cinematográficas de Brian de Palma, Francis Ford Coppola, Martin Scorsese y Steven Spielberg influyeron tanto en las películas italianas del género Poliziotteschi como en las películas francesas del Cinéma du look. Actualmente, Nuevo Hollywood es el segundo período en el que más películas han sido registradas en el National Film Registry para su preservación, además de haber sido seleccionadas en varias de las listas cinematográficas del American Film Institute (AFI), solo superado en cantidad de obras artísticas por las películas de la era dorada de Hollywood.